# Lijst van rijksmonumenten in Sprang
De plaats Sprang telt 9 inschrijvingen in het rijksmonumentenregister. Hieronder een overzicht.
| Object                                                                                                | Oorspronkelijke functie?  | Bouwjaar              | Architect | Locatie               | Coördinaten?                 | Nr.?   | Afbeelding                                                                                  |
| --- | ------------------------- | --------------------- | --------- | --------------------- | ---------------------------- | ------ | ------------------------------------------------------------------------------------------- |
| Boerderij van het langstraatse dwarsdeeltype, met topgevel                                            | Boerderij                 | 1821 (jaartalanker)   |           | Van der Duinstraat 10 | 51° 40' 6" NB, 5° 2' 34" OL  | 34129  | Meer afbeeldingen                                                                           |
| Huis onder schilddak met in het rechtergedeelte van de voorgevel uitgekraagde togen boven de vensters | Woonhuis                  | 17e eeuw              |           | Kerkstraat 6          | 51° 40' 17" NB, 5° 3' 8" OL  | 34131  | Meer afbeeldingen                                                                           |
| Huis onder zadeldak en met topgevel                                                                   | Woonhuis                  | begin 19e eeuw        |           | Kerkstraat 8          | 51° 40' 16" NB, 5° 3' 7" OL  | 34132  | Meer afbeeldingen                                                                           |
| Nederlands Hervormde Kerk (Grote of Sint Nicolaaskerk)                                                | Kerk en kerkonderdeel     | ca. 1400              |           | Kerkstraat 34         | 51° 40' 12" NB, 5° 3' 1" OL  | 34133  | Meer afbeeldingen                                                                           |
| Huis van het langstraatse dorpswoningtype met topgevel bekroond door trappen en toppilaster           | Woonhuis                  | begin 19e eeuw        |           | Kerkstraat 65         | 51° 40' 11" NB, 5° 3' 0" OL  | 34135  | Huis van het langstraatse dorpswoningtype met topgevel bekroond door trappen en toppilaster |
| Huis van het langstraatse dorpswoningtype met topgevel bekroond door trappen en toppilaster           | Woonhuis                  |                       |           | Kerkstraat 75         | 51° 40' 11" NB, 5° 2' 57" OL | 34137  | Huis van het langstraatse dorpswoningtype met topgevel bekroond door trappen en toppilaster |
| Dye Sprancke                                                                                          | Industrie- en poldermolen | 1747 / 1858           |           | Oudestraat 84         | 51° 40' 23" NB, 5° 2' 34" OL | 34138  | Meer afbeeldingen                                                                           |
| Kortgevelboerderij                                                                                    | Boerderij                 | 1739                  |           | Raadhuisstraat 135    | 51° 40' 20" NB, 5° 0' 59" OL | 506248 | Meer afbeeldingen                                                                           |
| Kortgevelboerderij                                                                                    | Boerderij                 | eerste helft 19e eeuw |           | Kerkstraat 137        | 51° 40' 7" NB, 5° 2' 42" OL  | 506249 | Meer afbeeldingen                                                                           |